# Câu lạc bộ bóng đá Hoàng Anh Gia Lai
Il Câu lạc bộ bóng đá Hoàng Anh Gia Lai, noto semplicemente come Hoàng Anh Gia Lai (HAGL) e in passato come LPBank Hoàng Anh Gia Lai (LPBank HAGL), è una società di calcio vietnamita, con sede a Pleiku.

## Storia
Il Hoàng Anh Gia Lai venne fondato nel 2001.
Ottiene la promozione in massima serie vietnamita al termine della stagione 2001-2002, grazie al terzo posto posto ottenuto nella serie cadetta.
Nel 2003 vince il suo primo campionato di massima serie, successo bissato l'anno seguente. Negli stessi anni la società di Pleiku vince due supercoppe del Vietnam.

## Palmarès

### Competizioni nazionali
- V League: 2

2003, 2004
- Supercoppa del Vietnam: 1

2003, 2004

### Altri piazzamenti
- Campionato vietnamita:

Terzo posto: 2007, 2013
- Coppa del Vietnam:

Finalista: 2010
Semifinalista: 2011, 2014

## Organico

### Rosa 2020
Aggiornata al 14 agosto 2020.
| N. |                     | Ruolo | Calciatore                 |
| -- | ------------------- | ----- | -------------------------- |
| 1  | Vietnam (bandiera)  | P     | Trần Bửu Ngọc              |
| 3  | Vietnam (bandiera)  | D     | Nguyễn Hữu Anh Tài         |
| 4  | Serbia (bandiera)   | D     | Damir Memović              |
| 5  | Vietnam (bandiera)  | D     | Âu Dương Quân              |
| 6  | Vietnam (bandiera)  | C     | Lương Xuân Trường          |
| 7  | Vietnam (bandiera)  | C     | Nguyễn Phong Hồng Duy      |
| 8  | Vietnam (bandiera)  | C     | Trần Minh Vương            |
| 9  | Vietnam (bandiera)  | A     | Nguyễn Văn Toàn            |
| 10 | Giamaica (bandiera) | A     | Chevaughn Walsh            |
| 11 | Vietnam (bandiera)  | C     | Nguyễn Tuấn Anh (capitano) |
| 12 | Nigeria (bandiera)  | C     | Kelly Kester Oahimijie     |
| 15 | Vietnam (bandiera)  | D     | Trương Trọng Sáng          |
| 17 | Vietnam (bandiera)  | D     | Vũ Văn Thanh               |
| 18 | Vietnam (bandiera)  | C     | Hoàng Thanh Tùng           |

| N. |                    | Ruolo | Calciatore        |
| -- | ------------------ | ----- | ----------------- |
| 20 | Vietnam (bandiera) | C     | Trần Bảo Toàn     |
| 21 | Vietnam (bandiera) | C     | Nguyễn Kiên Quyết |
| 22 | Vietnam (bandiera) | C     | Phan Thanh Hậu    |
| 24 | Vietnam (bandiera) | C     | Châu Ngọc Quang   |
| 25 | Vietnam (bandiera) | P     | Phạm Hữu Nghĩa    |
| 28 | Vietnam (bandiera) | A     | Nguyễn Văn Anh    |
| 32 | Vietnam (bandiera) | D     | Phạm Đăng Tuấn    |
| 61 | Vietnam (bandiera) | A     | Nguyễn Anh Đức    |
| 68 | Vietnam (bandiera) | P     | Lê Văn Trường     |
| 71 | Vietnam (bandiera) | D     | A Hoàng           |
| 86 | Vietnam (bandiera) | D     | Dụng Quang Nho    |
| 97 | Vietnam (bandiera) | C     | Triệu Việt Hưng   |
| 98 | Vietnam (bandiera) | A     | Nguyễn Lam        |